# 張勇 (清朝)
張勇，福建泉州府惠安縣人，清朝武官官員。
曾任金門鎮標右營千總。乾隆元年，担任閩粵南澳鎮標左營中軍守備。乾隆七年，任臺灣澎湖水師左營守備。乾隆十五年，任水師中營參將	。乾隆十七年，任福建臺灣水師副將。乾隆二十年，任鎮守江南江北狼山等處總兵官。乾隆二十一年，任江南蘇松鎮總兵、江南京口水師副將。次年，署江南蘇松水師總兵官。